# 张作义
张作义（1962年11月—），男，汉族，福建厦门人，中国核能与新能源技术专家。中华人民共和国教育部首批长江学者特聘教授。中国共产党党员。

## 生平
1984年毕业于清华大学热能工程系，同年进入清华大学核能技术设计研究院。1989年获工学博士学位，同年进入清华大学工作；1992年开始在德国于利希研究中心从事博士后研究工作。1994 年10月起进入清华大学核能技术设计研究院工作，2001年起担任该院院长。